# Kurt Rieth
 Kurt Heinrich Rieth (* 28. Februar 1881 in Antwerpen; † 4. Februar 1969 in Frankfurt am Main) war ein deutscher Diplomat.

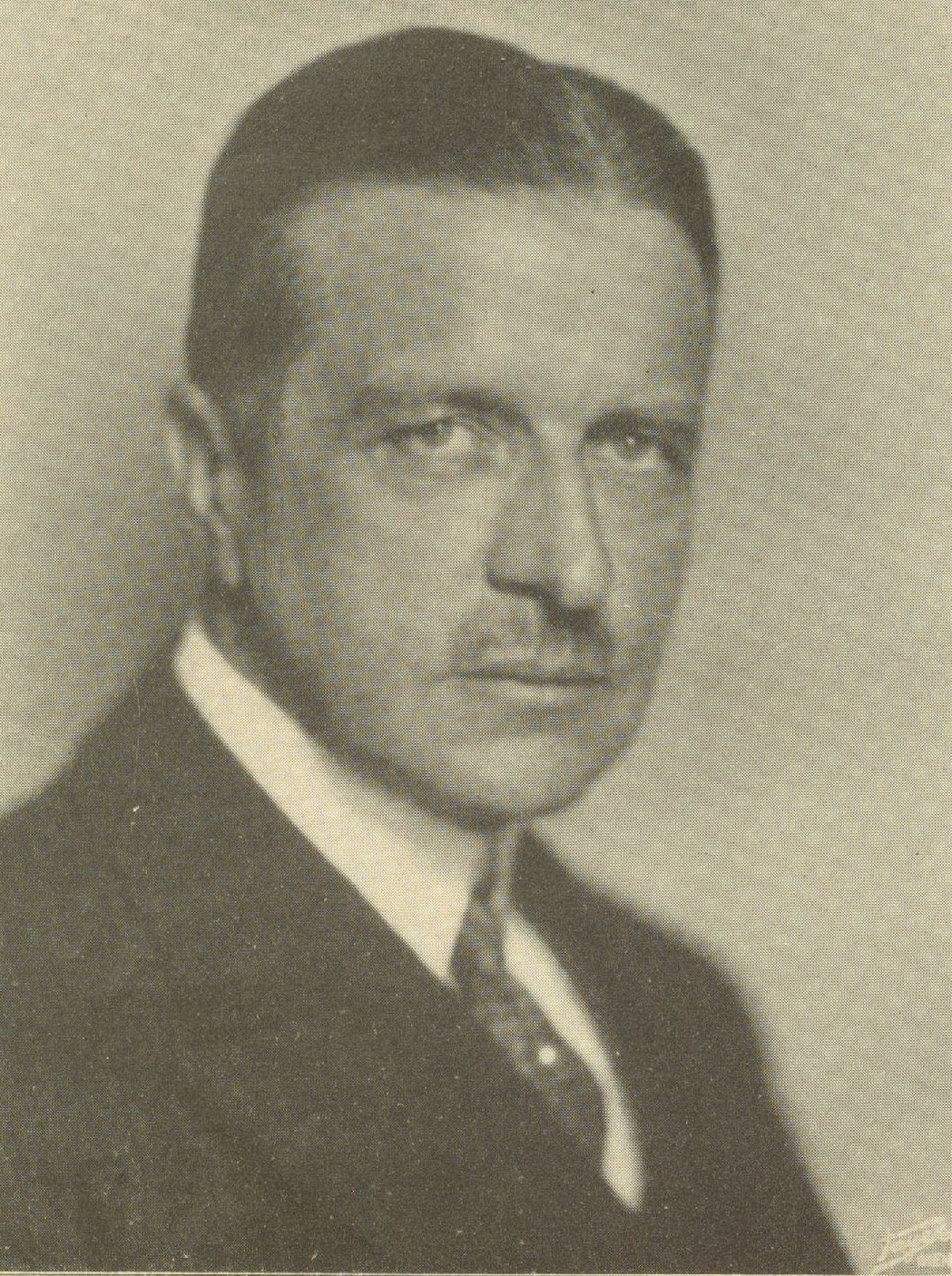
Aufnahme von Georg Fayer (1931)

## Leben
Kurt Heinrich Rieth lebte bis zum Ersten Weltkrieg in Belgien, als Sohn von Heinrich Rieth (* Bonn 1844; † St. Moritz 1918), einem Importeur von russischem Öl für Belgien, den Niederlanden und Süddeutschland. Kurt Rieth studierte in Deutschland, England und Belgien. Im Jahr 1901 wurde er in Löwen als Fuchs in die katholisch-akademische Verbindung Lovania aufgenommen. Er promovierte zum Dr. jur.
Als Belgien im Ersten Weltkrieg von den Truppen des Deutschen Reichs besetzt war, arbeitete Rieth in der Besatzungsverwaltung. Zwischen 1915 und 1918 war er beim Kaiserlichen Deutschen Generalgouvernement Belgien in der politischen Abteilung beschäftigt.
Von 1919 bis 1921 war er in Darmstadt Geschäftsträger beziehungsweise ab 1920 bevollmächtigter Vertreter der Reichsregierung. Danach arbeitete er bis 1924 bei der Botschaft in Rom. 1923 wurde er zum Gesandtschaftsrat ernannt. Zwischen 1924 und 1931 war er Botschaftsrat in Paris.
Von April 1931 bis August 1934 war er (als Nachfolger von Hugo Graf Lerchenfeld bzw. Vorgänger von Franz von Papen) Gesandter in Wien (als solcher nahm er u. v. a. an der Weihe der Heldenorgel in Kufstein teil). Am 25. Juli 1934 beim Juliputsch verhandelten Odo Neustädter-Stürmer, Emil Fey und Franz Holzweber mit Rieth den Abzug aus dem Bundeskanzleramt in Wien. 1935 wurde er in den einstweiligen Ruhestand versetzt.
Im März 1941 landete Rieth von Rom kommend in Rio de Janeiro und flog im Mai 1941 weiter in den Süden der USA. In New York City führte Rieth Verhandlungen mit dem Aufsichtsratsvorsitzenden der Standard Oil Company, Walter C. Teagle. Auf einen Hinweis von William Samuel Clouston Stanger wurde Rieth Anfang Juni 1941 vom United States Bureau of Immigration auf Ellis Island interniert und abgeschoben.
Am 14. Juni 1940 besetzten spanische Truppen die Internationale Zone von Tanger. In der Folge richtete das Deutsche Reich ein Konsulat mit etwa 50 Diplomaten ein, das Rieth nach seiner Abschiebung aus den USA kommissarisch leitete. Anfang Februar 1944 wurde das Konsulat des Deutschen Reichs in Tanger von spanischen Besatzungsbehörden unter Luis Orgaz Yoldi geschlossen. 1953/54 erhielt er einen Wiedergutmachungsbescheid, in dem die Amtsbezeichnung Botschafter a. D. angegeben war.